# Malcolm Browne
Malcolm W. Browne, född 17 april 1931 i New York, död 27 augusti 2012 i New Hampshire, var en amerikansk journalist och fotograf. År 1963 tilldelades han Pulitzerpriset för sitt fotografi av buddhistmunken Thích Quảng Đức då denne tände eld på sig själv i centrala Saigon.